# Minh Tâm (nghệ sĩ)
Minh Tâm có tên đầy đủ Nguyễn Minh Tâm (1931 – 2019) là nam nghệ sĩ thiết kế âm thanh, tiếng động của điện ảnh Việt Nam, ông tham gia sản xuất hơn 2000 tác phẩm từ điện ảnh, phim dài tập đến các phim tài liệu; ông cũng tham gia đóng vai quần chúng trong một vài bộ phim. Ông được mệnh danh là "ông vua tiếng động" đất Bắc.

## Tiểu sử
Minh Tâm có tên đầy đủ là Nguyễn Minh Tâm, sinh ngày 7 tháng 4 năm 1931 trong một gia đình tiểu thương tại Trát Cầu, Thường Tín, Hà Nội.

## Sự nghiệp
Ngày 6 tháng 1 năm 1946, sau khi hoàn thành trách nhiệm và nghĩa vụ của lần đi bầu cử đầu tiên, ông đã sáng tác ca khúc "Đuốc gươm thiêng". Minh Tâm đã đưa ca khúc đến chỗ Bộ trưởng Bộ Tuyên truyền và cổ động Trần Huy Liệu để giới thiệu bài hát. Ngay sau đó Minh Tâm được yêu cầu cùng dàn nhạc của nhạc sĩ Đinh Ngọc Liên tập ngay để hát chào mừng Quốc hội. Buổi biểu diễn được tổ chức tại khu Đông Dương học xá – Đại học Bách khoa. Tại đây Minh Tâm được gặp trực tiếp Chủ tịch Hồ Chí Minh.
Minh Tâm sau này nhập ngũ vào Trung đoàn 52, tham gia mặt trận Tây Tiến trong Chiến tranh Đông Dương, rồi cùng đoàn quân chiến thắng trở về tiếp quản Thủ đô năm 1954. Thời kỳ công tác tại Xưởng phim truyện Việt Nam, ban đầu ông là diễn viên lồng tiếng, cho đến khi Xưởng phim thiếu người làm tiếng động, ông được nhắm phụ trách công việc này. Sau thời gian học nghề từ nghệ sĩ Ngô Nam, năm 1970, Minh Tâm chính thức làm bắt đầu với công việc tạo tiếng động. Ông tham gia tạo tiếng động cho bộ phim đầu tiên của điện ảnh Việt Nam Chung một dòng sông và các phim điện ảnh Việt Nam kinh điển khác như Vĩ tuyến 17 ngày và đêm, Đêm hội Long Trì, Đến hẹn lại lên... Minh Tâm đã được gọi là "Vua tiếng động", ngoài việc có quá ít người theo đuổi lĩnh vực này, còn bởi ông là người đam mê và rất sáng tạo.
Không được học trường lớp bài bản, ông một mình trong buồng tối tự hình dung, mày mò và tìm cách tạo ra những âm thanh sao cho khớp với hình trên phim nhất. Thời gian đầu, ông căng thẳng đến mức cảm thấy bị ức chế.
Từ những năm 1990, khi Minh Tâm về hưu cũng là thời điểm phim truyền hình nở rộ, ông bắt đầu biên soạn tài liệu về lồng tiếng, tiếng động cho phim. Ông giảng dạy nghệ thuật làm tiếng động cho các Đài Truyền hình trong nước, Nguyễn Mạnh Kiên và NSƯT Minh Thu là hai học trò xuất sắc của ông. Sau khi về hưu, nghệ sĩ Minh Tâm vẫn tiếp tục tạo tiếng động cho nhiều bộ phim khác cho đến khoảng năm 2011. Tính đến năm 2001, ông đã tạo tiếng động cho hơn 2000 tác phẩm.

## Qua đời và di sản
Nghệ sĩ Minh Tâm qua đời ngày 5 tháng 11 năm 2019 vì tuổi cao sức yếu. Cô con gái của ông – nghệ sĩ Minh Thu sau này đã theo nghề tiếng động vì ngưỡng mộ bố. Ban đầu ông không đồng ý để con nối nghiệp mình vì lo con gái theo nghề này sẽ vất vả. Nhưng đến năm 1985, khi sang Liên Xô làm tiếng động cho bộ phim Tọa độ chết do Samven Gasparov đạo diễn, nghệ sĩ Minh Tâm chứng kiến bộ phim có tới 4 người phụ nữ tham gia làm tiếng động, ông thay đổi định kiến, đồng ý để cô con gái mình theo nghề.
Ngày 1 tháng 11 năm 1991, ông viết lá thư 3 trang gửi lên Bộ trưởng Bộ Văn hóa - Thông tin, lúc đó là ông Trần Hoàn. Trong thư ông đề nghị nên cho thành lập khoa “Nghệ thuật âm thanh” trong trường đại học Sân khấu điện ảnh. Cùng ngày, ông nhận được công văn thông báo đã chuyển thư của ông cho Cục Điện ảnh xem xét. Qua 3 đời cục trưởng nhưng chưa ai quan tâm tới những đề xuất của “ông vua tiếng động”.

## Tác phẩm
Nghệ sĩ Minh Tâm tham gia tạo âm thanh / tiếng động cho hơn 2000 tác phẩm thuộc nhiều định dạng khác nhau: phim điện ảnh, phim dài tập, phim tài liệu...
| Năm  | Phim         | Định dạng            | Vai diễn           | Chú thích   |
| ---- | ------------ | -------------------- | ------------------ | ----------- |
| 1998 | Ghen         | Điện ảnh truyền hình | Nhân viên điện lực | [ 8 ] [ 7 ] |
| 1996 | Người Hà Nội | Phim dài tập         | Bố của Lãm         | [ 8 ] [ 7 ] |